# Heiji Hattori
Heiji Hattori (服部 平次?, Hattori Heiji) è un personaggio immaginario della serie manga e anime Detective Conan, creato da Gōshō Aoyama.

## Biografia
Heiji Hattori è un detective di 17 anni, rivale e successivamente migliore amico di Shinichi Kudo. Nominato "Il Grande Detective dell'Ovest", risiede nella città di Osaka, nella parte occidentale del Giappone, e più generalmente nella regione del Kansai, di cui ha il caratteristico accento. Possiede un cappello bianco con su scritto "SAX", che porta con la visiera girata in avanti quando indaga, altrimenti girata all'indietro. Suo padre è Heizo Hattori, il capo della polizia della prefettura di Osaka, e sua madre Shizuka Ikenami.
Ha capacità deduttive notevoli e viene spesso paragonato a Shinichi. Insieme ad Ai Haibara, Hiroshi Agasa e i genitori di Shinichi, il giovane di Osaka è uno dei pochi personaggi a conoscere la vera identità di Conan Edogawa, ma soprattutto il primo ad averla scoperta da solo. Infatti, dopo che alla prima comparsa aveva iniziato uno scontro di deduzioni con Shinichi Kudo, temporaneamente ritornato adolescente, scopre l'identità di Conan già nel secondo caso in cui compare: si accorge infatti che Conan sta imitando una voce simile a quella di Shinichi e lo costringe a confermare tutto minacciando di informare Ran Mori.
Nonostante abbia inizialmente sfidato Shinichi, in poco tempo diventano come fratelli, infatti fra i due nasce una stima e una collaborazione notevole: si trovano ad avere simultaneamente le stesse intuizioni e scattano alla ricerca del medesimo indizio, senza neppure essersi consultati. È sempre pronto ad aiutare Conan in caso di problemi, specialmente quelli sentimentali con Ran. Infatti, il detective dell'ovest si è preso a cuore la situazione del collega. Si nota, per esempio, quando cerca invano di spacciarsi per lui, al fine di convincere Ran che Conan non sia Shinichi.
Heiji è molto emotivo ed estroverso, ha un carattere impulsivo ed è più competitivo, ma davvero patetico: infatti quando si fa prendere da queste emozioni perde lucidità e commette errori, come ad esempio nella sua prima sfida contro Shinichi, quando era talmente preso dal vincere la sfida che non ha ragionato come è solito fare. In quell'occasione ammette la superiorità di Shinichi, tuttavia nei casi successivi la sua perspicacia non sarà mai inferiore a quella del suo amico-rivale. A dispetto di Heiji, che fin dall'inizio dimostra di tenere a Shinichi e alla sua situazione, Shinichi non esterna più di tanto i suoi sentimenti e si mostra freddo e determinato, Heiji lo ritiene comunque il suo "migliore amico" e, davanti alla freddezza dell'altro, minaccia di rivelare a Ran il suo segreto, senza mai farlo davvero. Si diverte anche a prenderlo in giro per i sentimenti che prova per lei. Ci sono comunque dei momenti in cui Shinichi dimostra d'essere realmente affezionato al collega, come nel volume 23, quando Heiji cade da una nave e Conan, sentendo il tonfo, corre al parapetto in evidente stato di affanno e preoccupazione, sperando che non sia stato lui a finire fuoribordo.
Non ha mai avuto un vero e proprio confronto diretto con l'Organizzazione nera, anche se ha aiutato spesso Conan a raccogliere informazioni utili, arrivando a contatto con Jodie Starling quando ancora sospettava che fosse Vermouth. Tuttavia, al contrario di Conan, non avendoli mai incontrati di persona, prende sottogamba l'organizzazione. Nel caso della festa di Halloween organizzata da Vermouth, si sostituisce a Shinichi grazie all'aiuto di Yukiko Fujimine, e risolve il caso di omicidio pianificato da Vermouth a bordo della nave fantasma, venendo anche notato da Vodka, il quale lo segnala a Gin, che però non è in grado di ricordare le identità e i nomi delle persone che uccide. Si toglie comunque il travestimento davanti a tutti, evitando così che l'organizzazione scopra che Shinichi è ancora vivo. Contribuisce anche alla ricerca di informazioni riguardanti Eisuke Hondo e Rena Mizunashi, e in seguito incontra anche Masumi Sera e l'agente dell'FBI Andre Camel.

## Rapporti

### Kazuha Toyama
È innamorato sin da piccolo della sua migliore amica Kazuha Toyama, che lo ricambia, ma lui tende a non ammetterlo. Da piccoli rimasero per sbaglio legati con delle manette del padre di lui e da allora entrambi portano come portafortuna un anello della catena che li legava.
Solo dopo che Shinichi si è dichiarato a Ran, Heiji inizia a pensare di doversi dichiarare a Kazuha: è prima di tutto lei a provare a dichiararsi, ma lui scappa lasciandola parlare al vento. In seguito Heiji ammette il suo amore per Kazuha gridando "Che cosa stai facendo alla mia Kazuha?" a un uomo che pare volerla rapire sul ponte delle coppiette di Osaka, frase di cui Kazuha gli parla successivamente, ma lui afferma che non ci sono prove per dire che ha pronunciato quella frase. La frase viene registrata con il proprio cellulare da Conan. Dopo che Conan l'ha detto a Heiji, Kazuha sente di nuovo la frase riprodotta per sbaglio da Conan con il cellulare, e Heiji continua a negare, pensando che deve aspettare il momento giusto per dichiararsi in modo che avvenga in un luogo migliore, come Shinichi con Ran davanti al Big Ben. Heiji prova poi a dichiararsi a Kazuha mentre viaggiano in moto, ma si interrompe dopo che appare la comparsa di un film travestita da zombie, pensando di nuovo che non è il momento.
Un episodio sui due da piccoli si scopre nel settimo film, che non è stato scritto da Gōshō Aoyama. Heiji bambino, dopo avere perso i sensi in un tempio di Kyoto, si risveglia al suono di una voce, che scopre appartenere ad una bambina truccata e vestita con un kimono. Il vento non gli permette di scoprirne l'identità, ma lui ne rimane affascinato fino ad innamorarsene. Alla fine del film si scopre che la ragazzina era proprio Kazuha, intrattenutasi nel piazzale proprio per aspettare il risveglio dell'amico.

### Momiji Ooka
Momiji Ooka è una studentessa al secondo anno del liceo di Kyoto innamorata di lui. Heiji però, innamorato di Kazuha, non la ricambia.

## Creazione e sviluppo
Nel capitolo 246 di Yaiba, altra serie manga dello stesso autore, già si leggeva un certo H. Hattori in un tabellone del torneo di kendō, il quale dovrebbe giocare una delle due semifinali, mentre l'altra semifinale ha come avversari Yaiba e Soshi Okita.
Heiji compare per la prima volta in Detective Conan nel file 2 del volume 10 (episodio 48 dell'anime, 49 secondo la numerazione italiana) e appare sul retro di copertina del volume 10. Non viene presentato subito come appassionato di kendo, ma solo nel volume 31 (file 8-10; episodio 263 dell'anime, 282-283 secondo la numerazione italiana) lo si scopre per la prima volta: Heiji è il capitano della squadra della sua scuola e dovrebbe giocare la finale del torneo regionale. In quest'occasione viene citato e mostrato sullo sfondo anche Okita, che ha procurato una ferita dietro l'orecchio di Heiji l'anno precedente.
Il nome del personaggio deriva da Heiji Zenigata, personaggio letterario che fa il poliziotto nel periodo Edo, mentre il cognome è ispirato all'ispettore del telefilm Tantei monogatari. Da ricordare anche Hattori Hanzō, il celebre samurai e ninja del periodo Sengoku.

## Accoglienza
Dal 12 aprile al 12 maggio 2011, un sondaggio internazionale svolto dal sito web eBookJapan tra i lettori di Detective Conan ha dato a Heiji il sesto posto fra i personaggi preferiti, con 261 voti su 5883. Il ragazzo di Osaka è inoltre risultato terzo nella classifica dei primi tre ikemen ("begli uomini") della serie, risultato di un sondaggio trasmesso durante lo speciale promozionale per il quattordicesimo film. Per il lancio del quindicesimo film, sul sito ufficiale dei film della serie è stato pubblicato un sondaggio per stabilire i dieci personaggi più popolari di Detective Conan: il giovane Hattori è arrivato terzo, con il 10,79% dei voti espressi. Heiji è risultato quinto tra i "Migliori personaggi di Detective Conan" nel sondaggio pubblicato sul Super Digest Book 50+, con 268 voti, secondo nel sondaggio sui "Personaggi con cui vuoi andare ad un appuntamento" pubblicato sul Super Digest Book 70+, con 368 voti, e terzo nel sondaggio sui "Personaggi che vuoi sposare", pubblicato nel Super Digest Book 80+, con 843 voti.